# سرطان كماني حيران

سرطان كماني حيران يُلوح

سرطان كماني حيران (الاسم العلمي: Uca perplexa) هو نوع من الحيوانات يتبع جنس السرطان الكماني من فصيلة السرطانات الشبحية.